# Scutigerellidae
Scutigerellidae (лат.) — семейство многоножек из класса Симфилы. 5 родов и более 120 видов. Мелкие многоножки (менее 1 см) белого или желтоватого цвета с 12 парами ног. Лапки 5-члениковые. Глаз нет. На голове пара длинных нитевидных усиков и 3 пары ротовых органов (две мандибулы и четыре максиллы). Дыхательная система (трахеи) открывается 1 парой дыхалец на голове. У оснований ног 3—12-й пар имеются выпячивающиеся перепончатые мешочки, через стенки которых происходит всасывание воды. Первая пара ног немного короче остальных. Интеркалярные сегменты туловища без ног находятся позади 4-го, 6-го и 8-го сегментов тела. Задние края тергитов округлые. В Европе 2 рода (5 видов Hanseniella и 23 вида Scutigerella). В ископаемом состоянии семейство известно из балтийского и доминиканского янтарей.
- Hanseniella Bagnall, 1913[8]
  - =Neoscutigerella Bagnall, 1913
  - =Tasmaniella Chamberlin, 1920
- Millotellina Jupeau, 1955
  - Millotellina bidens Scheller in Naumann & Scheller, 1977
  - Millotellina monteithi Naumann in Naumann & Scheller, 1977
- Neoscutigerella
- Scolopendrelloides Bagnall, 1913[9]
  - Scolopendrelloides bifida Scheller, 1961
  - Scolopendrelloides congolensis Camacho, 2010
- Scutigerella Ryder, 1882